# Albizia lathamii
Albizia lathamii är en ärtväxtart som beskrevs av Hole. Albizia lathamii ingår i släktet Albizia och familjen ärtväxter. Inga underarter finns listade i Catalogue of Life.